# Karbi (taal)
Het Karbi is een Tibeto-Birmaanse taal die wordt gesproken door de Karbi, een stam van de Adivasi.
De taal kent zo'n 492.000 sprekers, voornamelijk in de Indiase staat Assam, maar ook in de aangrenzende staten Arunachal Pradesh, Nagaland en Meghalaya.